# Exeliopsis tholera
Exeliopsis tholera är en fjärilsart som beskrevs av Louis Beethoven Prout 1932. Exeliopsis tholera ingår i släktet Exeliopsis och familjen mätare. Inga underarter finns listade i Catalogue of Life.